# Хайнрих XIII (Ройс-Унтерграйц)
Хайнрих XIII Ройс-Унтерграйц (на немски: Heinrich XIII Graf Reuß zu Untergreiz; * 29 септември 1672 в Оппург, Тюрингия; † 14 април 1733 в Грайц, Тюрингия) от фамилията Ройс (Ройс стара линия) е граф на Ройс-Унтерграйц в Грайц (1697 – 1733). Той е господар на Плауен, Унтерграйц, Бургк (част от Шлайц) и Ротентал.
Той е син на граф Хайнрих IV Ройс-Унтерграйц (1638 – 1675) и съпругата му фрайин Анна Доротея фон Рупа от Моравия (1651 – 1698), дъщеря на фрайхер Вилхелм фон Рупа († 1674) и фрайин Анна Катерина фон Рупа/Рупау (* ок. 1625). На 26 август 1673 г. баща му е издигнат на граф.
През 1697 г. Хайнрих XIII наследява „младата линия Ройс-Бургк“ с дворец Бургк на Зале. Дворецът започва да служи за ловна и лятна резиденция.
Хайнрих XIII Ройс-Унтерграйц умира на 60 години на 14 април 1733 г. в Грайц и е погребан там.
Унтерграйц отива към Оберграйц. Наследен е 1768 g. от Хайнрих XI Ройс-Грайц и двете господства Оберграйц и Унтерграйц са обединени като графство.

## Фамилия
Хайнрих XIII Ройс-Унтерграйц се жени на 14 август 1697 г. в Илзенбург за графиня София Елизабет фон Щолберг-Илзенбург (* 6 февруари 1676, Векхселбург; † 14 ноември 1729, Бургк), дъщеря на граф Ернст фон Щолберг-Илзенбург (1650 – 1710) и графиня София Доротея фон Шварцбург-Арнщат (1647 – 1708). Те имат 13 деца:
- Августа Ернестина София Ройс-Унтерграйц (* 14 янауеи 1698, Олзенбург; † 27 януари 1710, Грайц)
- Кристиана Доротея Ройс-Унтерграйц (* 25 септември 1699, Грайц; † 6 септември 1752, Цирлау), омъжена на 14 ноември 1723 г. в Бургк за граф Конрад Ернст Максимилиан фон Хохберг, фрайхер фон Фюрстенщайн (1682 – 1742)
- Хайнрих III Ройс-Унтерграйц (* 26 януари 1701 в Долния дворец (Унтерграйц) в Грайц; † 17 март 1768 също там), граф и господар на Унтерграйц (1733 – 1768), неженен
- Хайнрих IV Ройс-Унтерграйц (* 14 февруари 1702, Грайц; † 11 октомври 1738, Есег, Славония), полковник, неженен
- Хайнрих V Ройс-Унтерграйц (* 31 януари 1704, Грайц; † 1 август 1736, Грайц), неженен
- Ернестина Емилия Ройс-Унтерграйц (* 4 април 1705, Бургк; † 26 април 1728, Шварца до Шлойзинген), омъжена на 14 ноември 1724 г. в Грайц за граф Хайнрих Август фон Щолберг-Шварца (1697 – 1748)
- Луиза Хенриета Ройс-Унтерграйц (* 29 ноември 1706, Грайц; † 6 април 1708, Грайц)
- Хайнрих VI Ройс-Унтерграйц (* 1 юни 1708; † 6 декември 1763, Грайц), неженен
- Хайнрих VII Ройс-Унтерграйц (* 30 юни 1709, Грайц; † 30 юни 1709, Грайц)
- София Елизабет Ройс-Унтерграйц (* 21 май 1710, Грайц; † 21 май 1710, Грайц)
- София Хенриета Ройс-Унтерграйц (* 19 Сеп 1711, Грайц; † 22 януари 1777, Рудолщат), омъжена на 22 октомври 1733 г. в Грайц за княз Лудвиг Гюнтер IV фон Шварцбург-Рудолщат (1708 – 1790)
- дете (* 30 октомври 1712, Грайц) (мъртвородено)
- Албертина Августа Ройс-Унтерграйц (* 21 юни 1715, Грайц; † 24 август 1717, Грайц)

## Галерия
- Долният дворец в Грайц (отзад Горният дворец), 2009
- Долният дворец с градската църква Св. Мариен
- Дворецът Бургк